# 蘭学
蘭学（らんがく、旧字体：蘭󠄁學）は、江戸時代にオランダを通じて日本に入ってきたヨーロッパの学問・文化・技術の総称。
幕末の開国以後は世界各国と外交関係を築き、オランダに留まらなくなったため、「洋学」（ようがく）の名称が一般的になった。初期は蛮学（「南蛮学」の意）、中期を「蘭学」、後期を「洋学」と名称が変わっていった経緯がある。

## 歴史

### 江戸時代の国際関係
1609年（慶長14年）、オランダ東インド会社はイギリス人の三浦按針の仲介により、長崎のオランダ平戸商館を通じた国際貿易を幕府から許可された。同年に発生した朱印状偽造事件（岡本大八事件）をきっかけに、1612年、幕府は天領に禁教令を発し、カトリック信者であるポルトガルの宣教師やキリシタン大名らを国外追放に処し、また1614年には天領以外の藩領にも禁教を拡大し伴天連追放之文を発布、1616年には二港制限令、1619年に再度禁教令を発し、本格的にカトリック信者を弾圧した。
布教しないことを条件に貿易を認可されていたプロテスタントのオランダ人らは、カトリック信者らによる1637年の島原の乱の制圧を支援し、出島で貿易をしていたポルトガル人らが全滅したことで日本の国際貿易を独占することとなった。このことから幕府は1641年（寛永18年）、オランダ商館を平戸から出島に移転させた。これにより、オランダ語の書籍が入手しうるものになった。

### 漢訳洋書の禁
吉宗による「洋書の解禁」（享保3年、1720年）より以前、日本国内では洋書の輸入には制限が存在した。これは正しくは漢訳された洋書のうち「キリスト教」に関係するものを取り締まる目的のものであり、往々にして誤解されているような「横文字（すなわちオランダ書）」を禁止するようなものではなかった。辻達也によれば寛永7年（1630年）にキリスト教宣教師の手になる32種類の漢訳洋書が輸入禁止とされ、貞享2年（1685年）にはキリスト教に関する文言が一言でもあればこれを焼却または墨塗差戻し処分とし、時には該当輸入船の貿易を禁ずるとされた。享保の「洋書の解禁」はこの厳しい禁書令の一部を緩めたもので、その内容がキリスト教の布教などに直接関係のある本は無論許されないが、うわさ程度の文言が入っている本は一般に販売しても差し支えないということになる。この解禁令により解除された従来の禁書は、寛永の32種類のうち12種、貞享以降のもの7種に及ぶ。解禁令自体は公示されたものではないのでその後も徹底しなかったようであるが、これによって外国書籍輸入の途は大きく開くことになる。

### 蘭学の先駆
蘭学の先駆者としては、肥前国長崎生まれの西川如見がおり、1695年（元禄8年）、長崎で見聞したアジアなどの海外事情を通商関係の観点から記述した『華夷通商考』を著した。彼はまた、天文・暦算を林吉右衛門門下の小林義信に学んでおり、その学説は中国の天文学説を主としながらもヨーロッパ天文学説についても深い理解を寄せていた。当時の天文学者、渋川春海は平安時代以来の宣明暦を改め、貞享暦を作成している。
徳川吉宗将軍は洋書の禁を緩め、青木昆陽と野呂元丈に蘭語習得を命じ、青木は「和蘭文訳」「和蘭文字略考」といったオランダ語の辞書や入門書を残し、野呂はレンベルト・ドドエンス（1517年 – 1585年）やヨハネス・ヨンストン（1603年 – 1675年）の図鑑の抄訳を著した。この二人は共に蘭学の先駆者と呼ばれ、のちに書かれた杉田玄白の『蘭学事始』においてもこの二人の功績が記されている。
解剖学・医学書籍の内容についてはオランダ独自のものというわけではなく、当時のプロシア（ドイツ）の書物がオランダ語に訳され、それが日本に入ってきていた。そのプロシアの書物もアンダルス（イベリア半島一帯のイスラム圏）の書物が訳されたもので、そのアラブの書物も中世「暗黒時代」にヨーロッパから散逸したギリシャ以来の書物に由来した。それをまた西欧が翻訳し直して、自然科学の基礎が復活したのだった。
プロイセン王国で1722年に発行された医師ヨハン・アダム・クルムスの Anatomische Tabellen の1734年の蘭訳本 Ontleedkundige Tafelen（解剖図譜）を主な底本として、1774年、前野良沢と杉田玄白により『解体新書』が発行された。
その後の1796年、蘭学者の稲村三伯、宇田川玄随、岡田甫説が、蘭和辞書『ハルマ和解』（はるまわげ）を編纂刊行した。オランダ語の部分には当時は珍しい活版印刷が使用された。

### 蘭学受難の時代
蘭学興隆に伴い、幕府は天文方の高橋景保の建議を容れ、1811年に天文方に蛮書和解御用を設けて洋書を翻訳させたが、これは未完に終わった。
文政年間の1823年にはドイツ連邦からシーボルトが日本を訪れ、長崎の郊外に鳴滝塾を開き、高野長英や小関三英などの門下生を教えた。また1825年には薬剤師ハインリッヒ・ビュルガーが来日し、シーボルトの下で働いた。
また、1833年には蘭和辞書『ドゥーフ・ハルマ』が完成している。
そうした中で1844年（天保15年）、オランダ国王の使節が軍船で長崎に来訪し、江戸幕府に親書と贈答品を送った。しかしその内容は「貴国の福祉を増進せんことを勧告す」というものであった。
外国からの開国要求や圧力を警戒した江戸幕府により、政治・思想面では抑圧が加わり、シーボルト事件、蛮社の獄などの弾圧事件が起こり、続いて1849年、蘭書翻訳取締令が出された。

### 洋学
幕末の1853年、アメリカ合衆国による黒船来航以来、日本も開国を余儀なくされた。それに伴い、英語による英学、フランス語による仏学、ドイツ語による独逸学などの新たな学問が流入するようになったために、オランダ以外の欧米諸国から到来した学術は、まとめて洋学（ようがく）と呼ぶようになるのが一般的となる。
高島秋帆の西洋砲術、江川英龍（太郎左衛門）の韮山反射炉、佐久間象山の大砲鋳造、永井尚志・木村芥舟の長崎海軍伝習所、勝海舟の神戸海軍操練所など、幕府洋学は軍事的実学性の強いものであった。蛮書和解御用は、外交文書の翻訳にも当たるようになり、洋学所、1858年設置の蕃書調所と改編される。洋学研究・教育機関としての蕃書調所は、1862年（文久2年）には対象言語をオランダ語から、英語などに拡大した。1863年に開成所と改称、幕府瓦解により明治新政府に受け継がれ、のちの東京大学等につながっていく。

### 発展

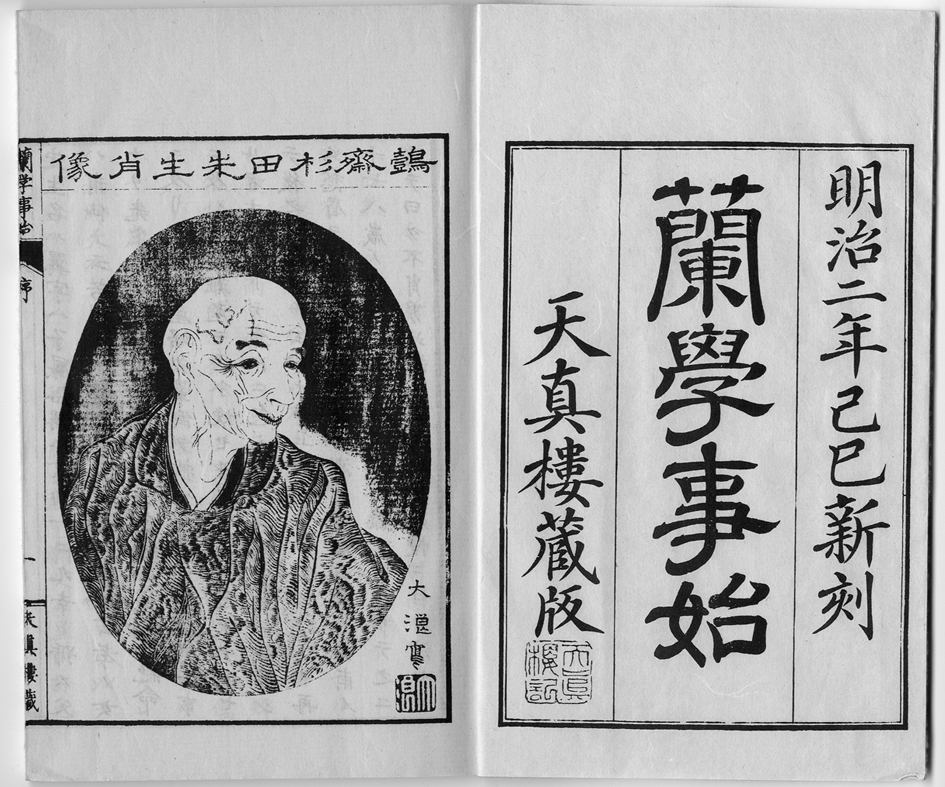
『蘭学事始』明治2年刊。

嘉永から幕末にかけて更に多岐に渡って発展した蘭学は語学・医学・天文学・物理学・測地学・化学の分野で、のちに復刻版『蘭学事始』を刊行し、英学にも理解を寄せた福澤諭吉や長与専斎、大鳥圭介、佐野常民などの系譜に受け継がれる。
種痘所（種痘館）を開設した伊東玄朴や山脇東洋が1754年記した『蔵志』などは、のちの医学に多大な影響を与えた。
またオランダ正月と呼ばれる新年の祝い行事、司馬江漢らが長崎を通じてもたらされた西洋の油絵や銅版画を模写しながら遠近法や陰影法を独習し、日本の洋風画の先駆的な存在となるなど、多岐に渡って発展した。

## 教育
他の専門職と同様に、家で代々受け継がれることが多かった。例として、杉田家、桂川家、宇田川家などがある。
- 杉田家:杉田玄甫など。杉田玄白の蘭学塾天真楼
  - 宇田川家:杉田玄白から薫陶を受けた宇田川玄随に始まり、宇田川玄真、宇田川榕菴などに引き継がれた。宇田川榕菴は日本においてはじめての西洋化学を紹介する『舎密開宗』を執筆した[9]。
- 桂川家

### 蘭学塾
- 江戸　大槻玄沢の芝蘭堂
- 大坂　緒方洪庵の適塾
- 長崎　シーボルトの鳴滝塾
- 佐倉　佐藤泰然の順天堂